# Centro Universitário Adventista de Ensino do Nordeste

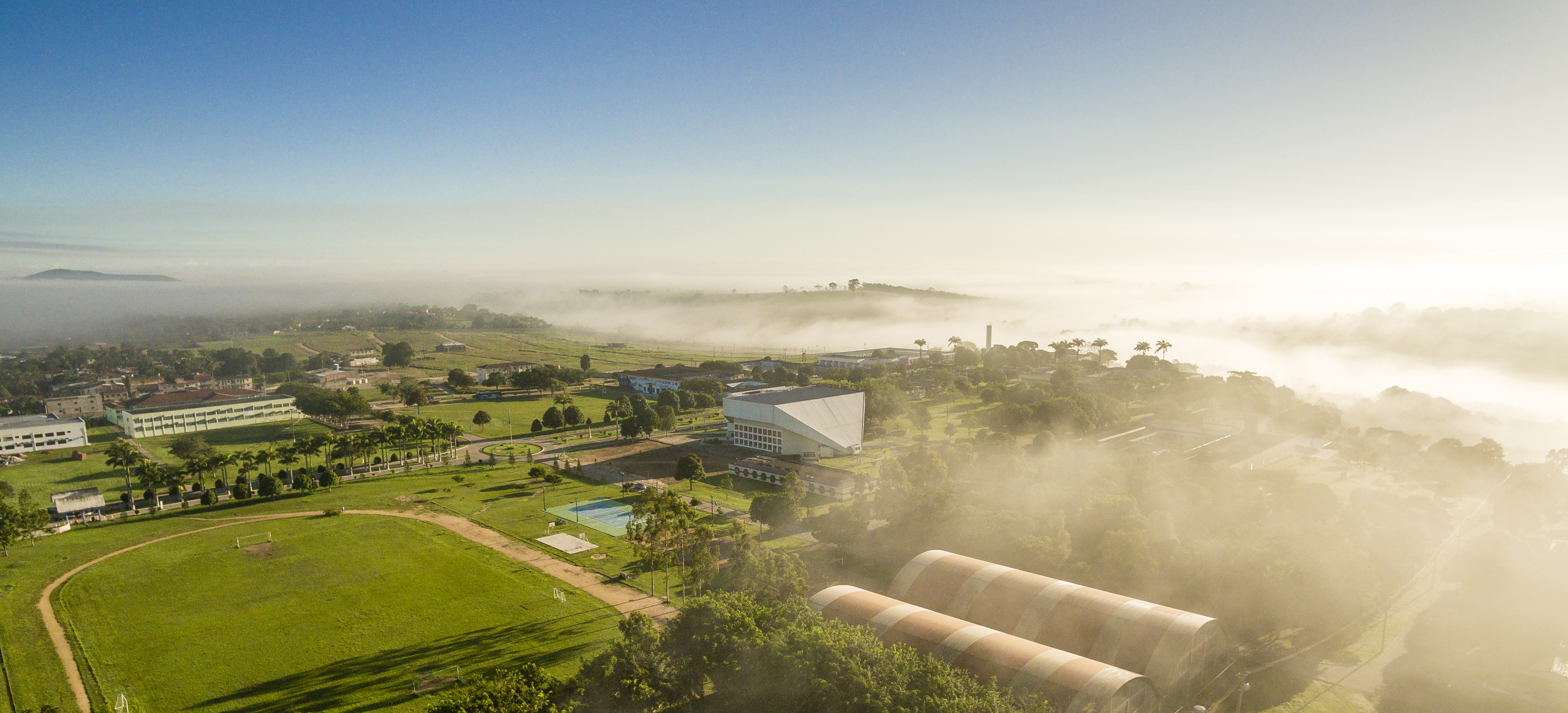
Campus do UNIAENE

O UNIAENE - Centro Universitário Adventista de Ensino do Nordeste é uma instituição de ensino superior parte integrante da Rede Adventista de Educação, uma das maiores redes privadas do mundo. Com um campus de mais de 200 hectares, localizado no distrito de Capoeiruçu, município de Cachoeira, o UNIAENE é a maior instituição privada de ensino do Recôncavo Baiano, tanto em tamanho, quanto em número de alunos.
Fundada no dia 14 de outubro de 1979, foi denominada por mais de duas décadas como Instituto Adventista de Ensino do Nordeste (IAENE). Por suas cadeiras e salas de aulas passaram cerca de 35000 alunos, em todos os níveis educacionais. Atualmente, além do Ensino Superior (com graduação e pós-graduação), o UNIAENE tem também o maior colégio de Ensino Fundamental e Médio do Recôncavo Baiano, uma Escola de Música e Residenciais de Alunos no estilo pensionato.

## História

### Os primórdios
No fim dos anos 70, a cúpula da Igreja Adventista do Sétimo Dia na região administrativa que compreendia o leste do Brasil, desde o Rio de Janeiro até o Piauí, percebeu a necessidade de expansão da rede educacional, em se tratando de colégios internos de grande porte. O estado da Bahia seria o contemplado, haja vista que a instituição com as mesmas características na região nordeste, o Educandário Nordestino Adventista (ENA), estava com suas dependências ficando pequenas para o tamanho da demanda por este tipo de escola.
Após deliberações, em maio de 1977 começaram-se as buscas por grandes propriedades rurais para a implantação de mais um internato adventista. Realizaram-se vistorias em mais de 20 fazendas, sendo a mais admirada a Fazenda Capoeiruçu, de propriedade do Sr. Clóvis Vasconcelos, no município de Cachoeira. A decisão foi tomada no mês de outubro. A escritura foi assinada no dia 23 de Fevereiro de 1978 na Sala da Câmara Municipal de Cachoeira, antigo Paço Municipal. A quitação da compra foi efetivada pela Golden Cross, na pessoa do Dr. Milton Afonso, importando, na época, na quantia de 3 milhões de cruzeiros.
A inauguração se deu no dia 14 de Outubro de 1979, em meio a uma grande festa de lançamento da Pedra Fundamental, em formato de pirâmide, até hoje imponente na principal alameda do campus, com mais de 600 espectadores presentes, entre políticos, líderes mundiais, nacionais e regionais da educação adventista e outros convidados. A princípio eram 25 alunos pioneiros, em um curso de supletivo de primeiro grau. A vocação da escola era a agroindústria, o que a fez manter oficinas de marcenaria, serralheria e uma fábrica de blocos pré-moldados, utilizados no levantamento dos principais prédios da instituição.

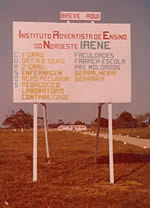
Placa Inaugural do IAENE

Nos primeiros anos, até 1987, o IAENE funcionou apenas com os cursos de ensino fundamental e ensino médio. Neste último, além do curso de formação geral (o chamado "Científico"), estavam presentes os cursos técnicos de Contabilidade, Magistério e Habilitação Básica em Saúde (descontinuado em 1985).

### A chegada do curso Teológico
No início do ano de 1987 foi transferido para o IAENE o Seminário de Teologia Adventista da região leste do Brasil, que havia funcionado até o início dos anos 50 no Instituto Teológico Adventista (hoje IPAE), em Petrópolis, Rio de Janeiro, e no restante do tempo no ENA, em Belém de Maria, Pernambuco.
Começa então, por uma necessidade da mantenedora, a funcionar o primeiro curso de ensino superior no campus do IAENE. O seminário de teologia, vinculado ao  SALT, formou sua primeira turma em terras baianas no ano de sua chegada. O IAENE começa a se valorizar na região e perante a rede educacional adventista, ganhando status de Instituição de Ensino Superior e mudando de vez sua vocação. O campus começa a sofrer alterações e os investimentos em estrutura começam a crescer. Além disso, áreas como música, esportes e internato são completamente renovados.

### Ensino Superior Floresce - a mudança de nome
Em 1995, com o Seminário de Teologia em plena expansão e com a posição de vanguarda e qualidade do colégio de ensino fundamental e médio, a mantenedora do IAENE decide por expandir o seu foco de negócios para o Ensino Superior, favorecido pela carência regional deste nível de educação. Após pesquisas, decide-se pelos cursos de Administração, Ciência da Computação (depois relevada), Pedagogia e Fisioterapia como os cursos iniciais. Começa-se então uma onda de investimentos em infra-estrutura acadêmica. Acompanhando, o internato ampliou e melhorou suas dependências para o recebimento de novos alunos do nível superior.
Em 1997, os cursos são pré-inaugurados, com a presença do Senador Paulo Ganem Souto e do Governador César Borges, ambos do estado da Bahia. Em 1998, iniciam-se as atividades do curso de Administração de Empresas (sob a sigla FAAD). Já em 1999, os cursos de Fisioterapia (FAFIS) e Pedagogia (FAENE) começam a funcionar.
Verificando que sua vocação para o Ensino Superior era uma realidade, o IAENE altera seu nome e marca para Faculdade Adventista da Bahia, em maio de 2001, dando início a uma fase de maturidade e uma nova era de ligação com a comunidade local, através da educação.
Depois da implantação dos cursos de Enfermagem (2008) e Psicologia (2012), a instituição alçou status de faculdades integradas, acabando com as siglas das faculdades isoladas. A instituição ganhou a sigla FADBA como uma das suas formas de denominação. E atualmente sua sigla é UNIAENE.

## Instituição Acadêmica

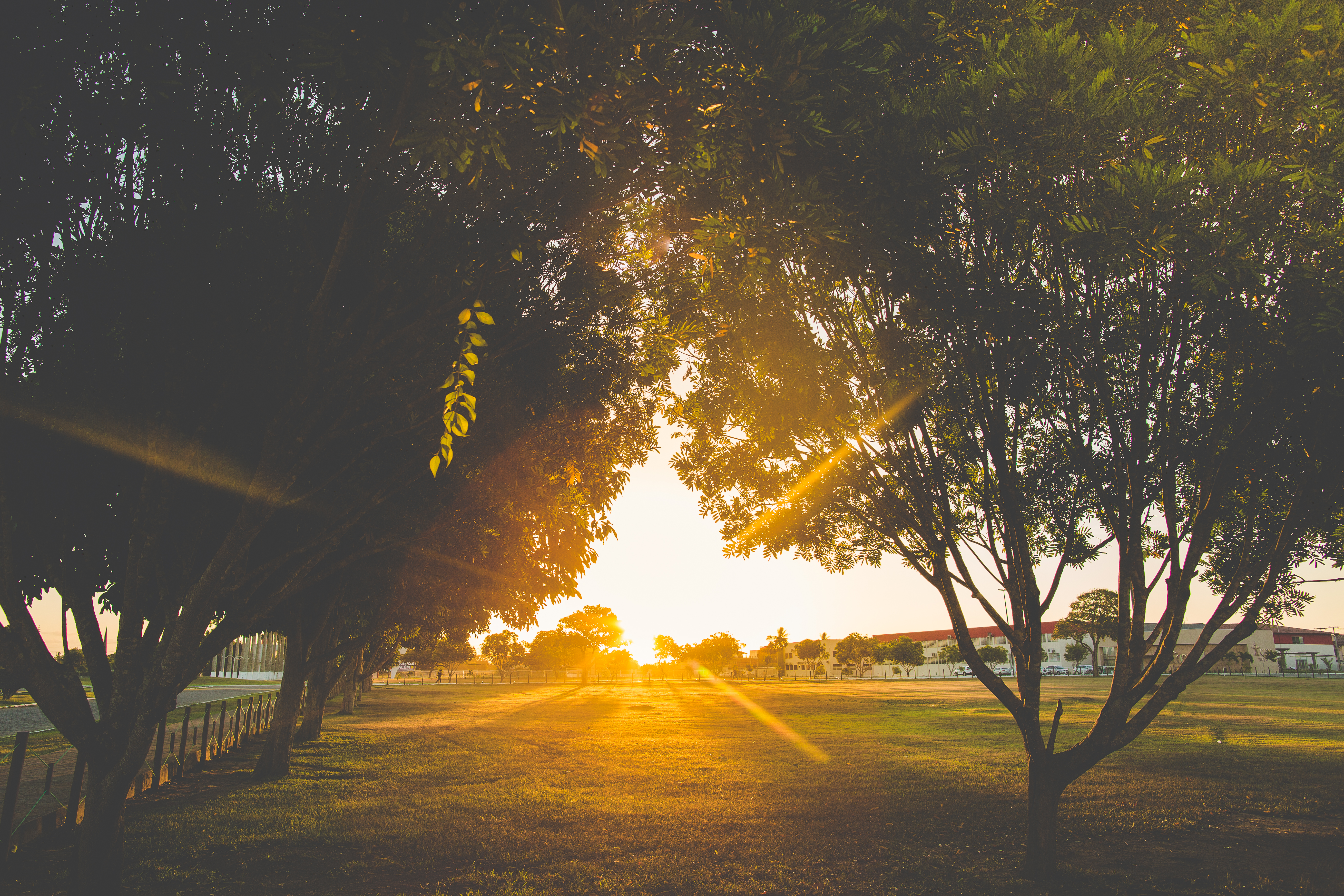
Campus do UNIAENE

O UNIAENE atua na área de Ensino Superior com presença na graduação e pós-graduação nas áreas de:
Além disso, atua também no Ensino Básico (Colégio Adventista da Bahia), com o Ensino Fundamental e o Ensino Médio, (pré-vestibular incluso). Outra área acadêmica é a Escola de Música, que funciona como curso livre extra-curricular, com aulas de instrumentos musicais, canto e teoria musical.
A Biblioteca do UNIAENE se encontra num prédio de mais de 1200 m² de área, com grande acervo de livros e periódicos, a tornando uma das maiores bibliotecas da região. No mesmo prédio situa-se o Museu de Geociências e o Centro Ellen White de Pesquisa Teológica.
Os cursos da área da saúde possuem uma moderna estrutura física, contando com alguns dos laboratórios mais avançados do país, além da Policlínica Escola (focada em Fisioterapia) que conta com atendimento direto à comunidade.

## Câmpus

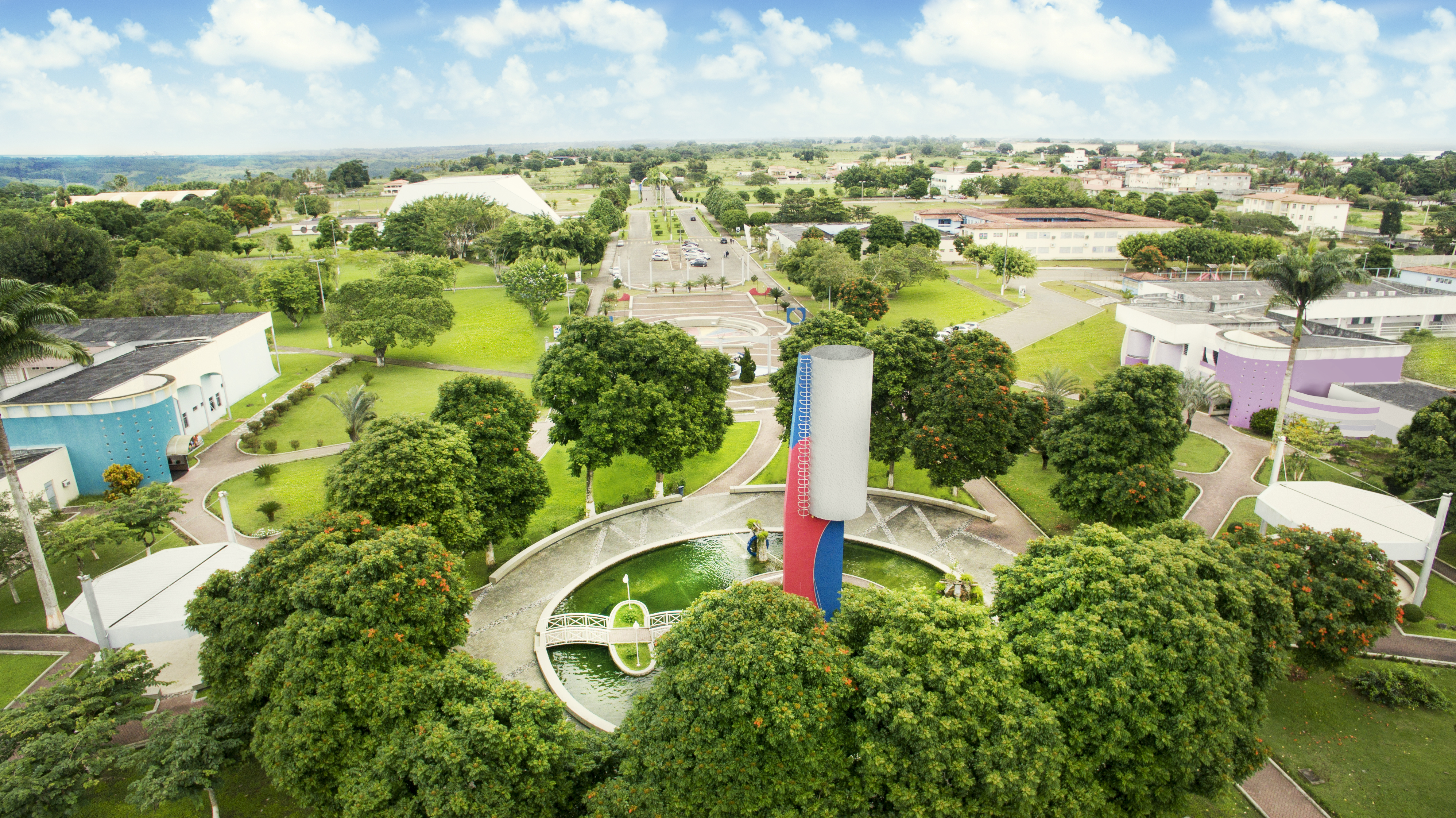
Praça da Amizade - Cartão-postal do Campus do UNIAENE

O campus de mais de 200 hectares do UNIAENE se localiza a 120 km de Salvador (Capital da Bahia) e a 50 km de Feira de Santana, praticamente às margens da integradora Rodovia BR-101. Localiza-se no distrito de Capoeiruçu, município de Cachoeira, cuja população se divide entre nativos da região, estudantes universitários e famílias destes. A entrada do campus se localiza na Av. Principal do referido povoado.
A integração natureza e infra-estrutura de ponta é percebida pela vegetação nativa e o jardinamento do campus. As praças da Amizade e Milton Afonso são primores arquitetônicos, com espelho d'água, fontes luminosas, anfiteatro, bancos e modernos coretos. A área construída voltada à atividade educacional é de quatro grandes prédios de aulas, um prédio para escola de música e o prédio administrativo. Todos os pontos do campus, mesmo sem construções, são providos de acesso à internet via wireless.
Na área do internato, dois imponentes prédios residenciais ladeiam a Praça da Amizade. Centralizado ao fundo encontra-se o Restaurante Universitário,mais conhecido como refeitório, onde são oferecidas refeições aos alunos residentes (os que moram lá). No esporte, um pólo com campo de futebol tamanho oficial, campo de futebol society, ginásio, quadras descobertas e cobertas, academia e duas piscinas de lazer estão disponíveis, sendo uma semi-olímpica.
Em 2013, uma grande área do campus foi transformada em um condomínio de alto padrão, o Colinas Park Residence, com objetivo de aproximar aqueles que desejam um convívio universitário da moradia próxima à instituição.